# Cyphodynerus sculpturatus
Cyphodynerus sculpturatus är en stekelart som först beskrevs av Dover 1925.  Cyphodynerus sculpturatus ingår i släktet Cyphodynerus och familjen Eumenidae. Inga underarter finns listade i Catalogue of Life.